# Georg Grasegger
Georg Grasegger (* 28. November 1873 in Partenkirchen; † 8. Juni 1927 in Köln) war ein deutscher Bildhauer, der sein Lebenswerk in Köln vollbrachte.

## Leben
Grasegger begann seine 1886 seine Ausbildung an der Zeichen- und Modellierschule Partenkirchen und setzte sein Studium 1890 an der Königlichen Kunstgewerbeschule in München fort.  Seit 1893 war er Schüler von Wilhelm von Rümann an der Münchener Kunstakademie.  Im Jahr 1901 wurde er an die Kölner Kunstgewerbeschule berufen. Von 1913 bis zu seinem Tode 1927 war er Professor für Bildhauerei und Bauplastik an den Kölner Werkschulen mit dem Schwerpunkt Bauplastik. Zudem war er Mitglied im stadtkölnischen Kunstbeirat und der Rheinischen Beratungsstelle für Kriegerehrung sowie einer der Gründer der Kölner Künstlervereinigung Stil. Im Jahr 1912 war Grasegger an der Vorbereitung der Sonderbund-Ausstellung beteiligt. Bei der in Köln 1914 stattfindenden Werkbundausstellung stellte Grasegger einige Objekte aus. Der Bildhauer fertigte bevorzugt Klein- und Bauplastiken an. Darüber hinaus betätigte er sich als Wandmaler und entwarf Medaillen sowie kirchliche Paramente. Seit 1919 war er als Mitarbeiter am Institut für Religiöse Kunst in Köln tätig.
Seine vorwiegend spätexpressionistischen Werke sind z. B. an den Fassaden des Münchener Justizpalastes, des Kunstgewerbemuseums Köln und am Rathaus der Stadt Recklinghausen zu finden. Für den Kölner Dom schuf er ein Kriegerdenkmal; von ihm stammt auch der Fastnachtsbrunnen in Köln.

## Ehrungen
In Köln-Longerich wurde eine Straße nach Georg Grasegger benannt.

## Werk (Auswahl)

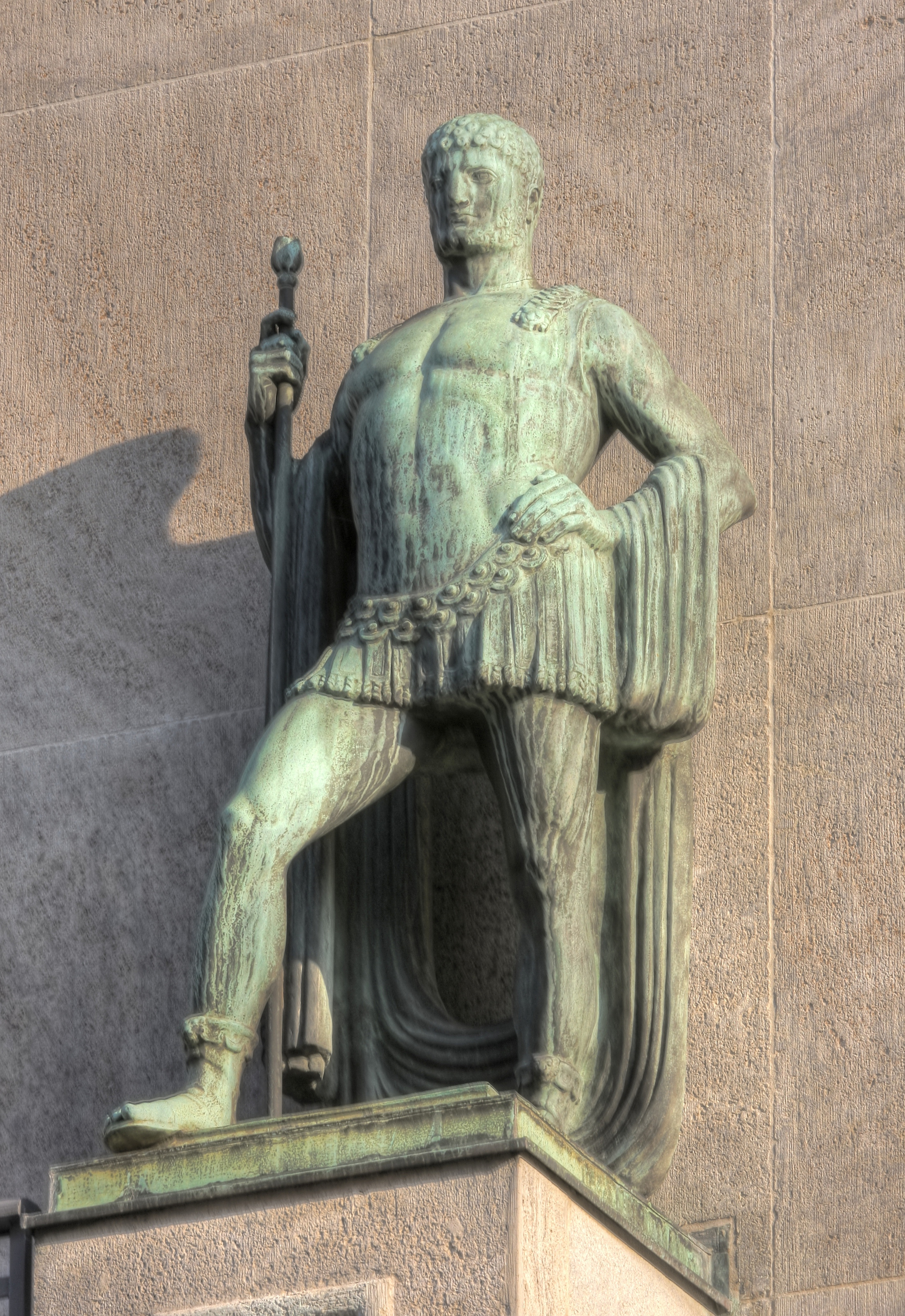
Statue des Ares am Gebäude des Barmer Bankvereins in Köln

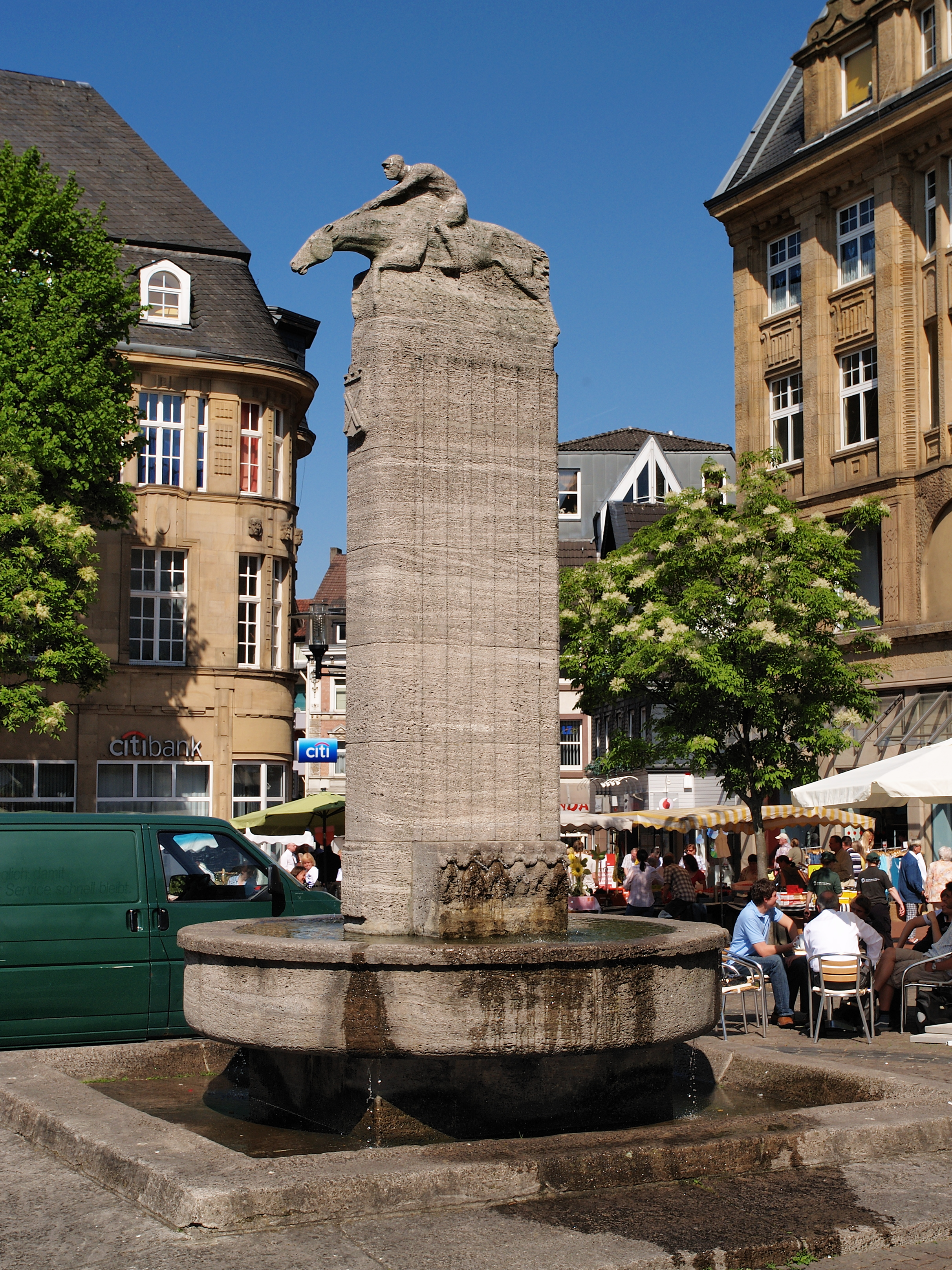
„Rennsportbrunnen“ / „Reiterbrunnen“ in Castrop

- 1903–1906: Kapitelle im Langhaus von St. Michael in Köln
- 1906–1908: Bauplastiken am Rathaus der Stadt Recklinghausen (u. a. Hermann der Cherusker, Bonifatius und Widukind, Karl der Große)
- 1908: Bronzefigur Karl der Große am Stollwerckhaus in Köln, Hohe Straße 164
- 1910: Bauschmuck und figürliche Reliefs am Kunstgewerbemuseum in Köln, Hansaring (im Krieg zerstört)
- 1910: Wettbewerbsentwurf für ein  Bismarck-Nationaldenkmal auf der Elisenhöhe bei Bingerbrück (gemeinsam mit dem Kölner Architekten Clemens Klotz; nicht prämiert)[3]
- 1911–1915: Skulpturenschmuck für das Bankgebäude des Barmer Bankvereins in Köln, Unter Sachsenhausen 21–27
Antike Helden, Szenen und Gestalten; zusammen mit Josef Moest[4]
- um 1909: Bronzerelief Kaiser Wilhelms I. am Kreisständehaus Köln, St.-Apern-Straße 19
- nach 1909: Grabmal für Julius Albert Becker auf dem Melaten-Friedhof in Köln, mit frühexpressionistischem Christuskopf (Flur 60)[5]
- 1910: Christus-Figur in der Giebelspitze der Christuskirche in Velbert, Oststraße 61 (unter Denkmalschutz)
- vor 1912: „Brunnenbronzen“ an einem Zierbrunnen in Gelsenkirchen[6][7]
- 1912: zwölf figürliche Reliefs („Charakterfiguren der Völkerschaften“) an der Galeriebrüstung im Lichthof des Städtischen Museums in Neuss (im Zweiten Weltkrieg zerstört, aus der Ruine geborgenes Napoleon-Relief später vor dem Clemens-Sels-Museum aufgestellt)[8]
- 1912: „Rennsportbrunnen“, auch genannt „Reiterbrunnen“, in Castrop, Marktplatz[9]
- 1913: Fastnachtsbrunnen in Köln, Gülichplatz[10]
- 1913: Fischreiterbrunnen in Köln-Zollstock
- 1913: Bronzeskulptur Ludwig van Beethoven[11]
- 1913: Grabmal für den Weinhändler Peter Josef Thelen auf dem Melaten-Friedhof in Köln (Winzerfigur bei Betrachtung eines Weinstocks) (Flur 76A)[12]
- um 1914: Grabmal für das Ehepaar Frieda und Adolf Fischer, Stifter des Museums für Ostasiatische Kunst, auf dem Melaten-Friedhof in Köln[13] (Flur 76A)[14]
- um 1914: Bauschmuck am Portal des neuen Rathauses in Schwerte
- 1915–1916: Statuen für den Hochaltar und die Josefskapelle der Pfarrkirche St. Dionysius in Essen-Borbeck
- 1920: Kriegergedächtnismal im Kölner Dom[15]
- 1920–1922: Bauplastik am Verwaltungsgebäude der Basalt AG in Linz am Rhein
- 1927: Kriegerdenkmal im Hindenburgpark in Köln (Adler und Plaketten)
- 1930: Skulpturen Kentaur und Najadae am Rautenstrauchkanal in Köln (nach Graseggers Entwürfen durch Eduard Schmitz vollendet)[16]

sowie undatiert:
- Skulptur Vater Rhein[2]

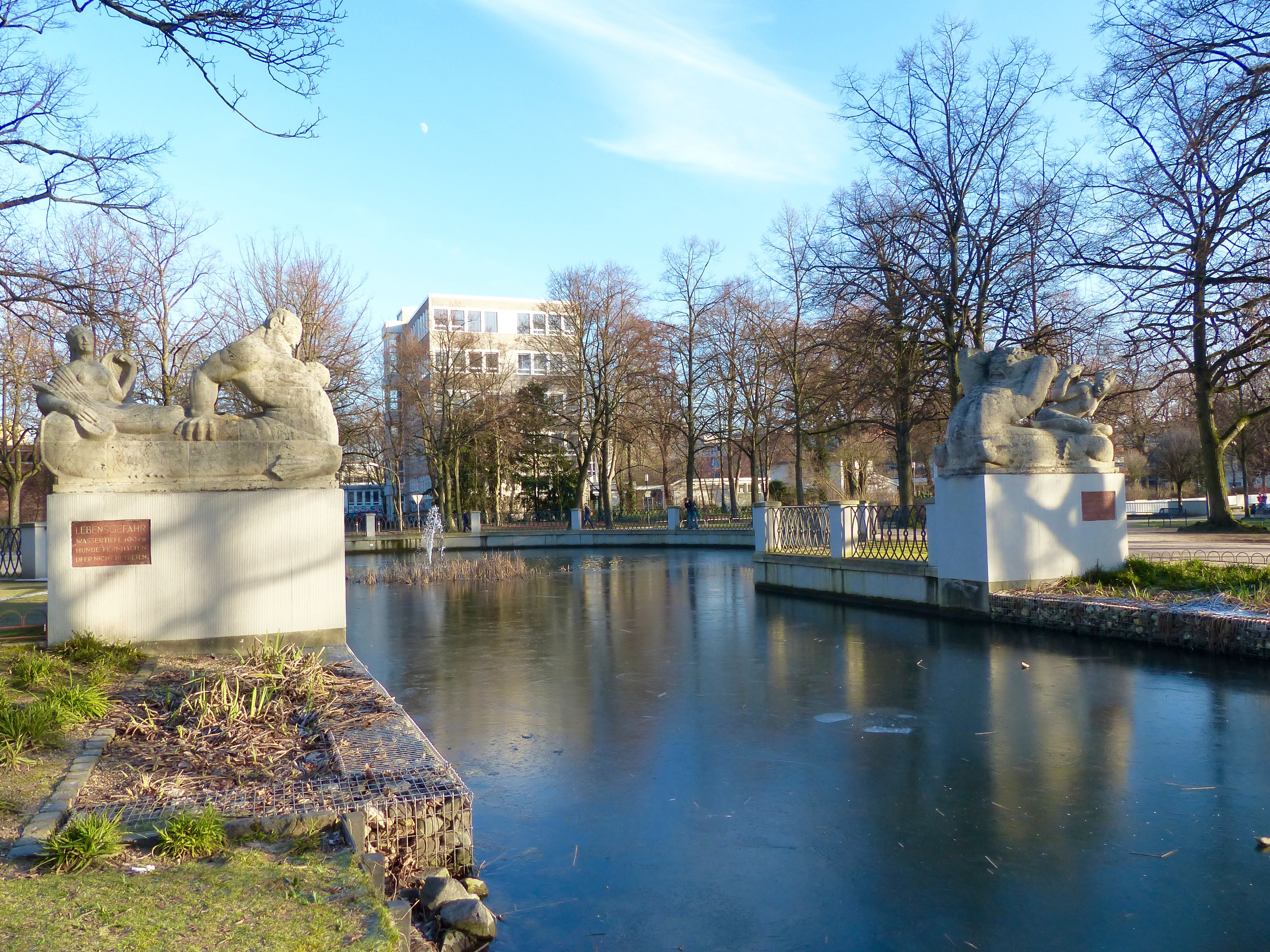
Kentaur und Najadae am Rautenstrauchkanal
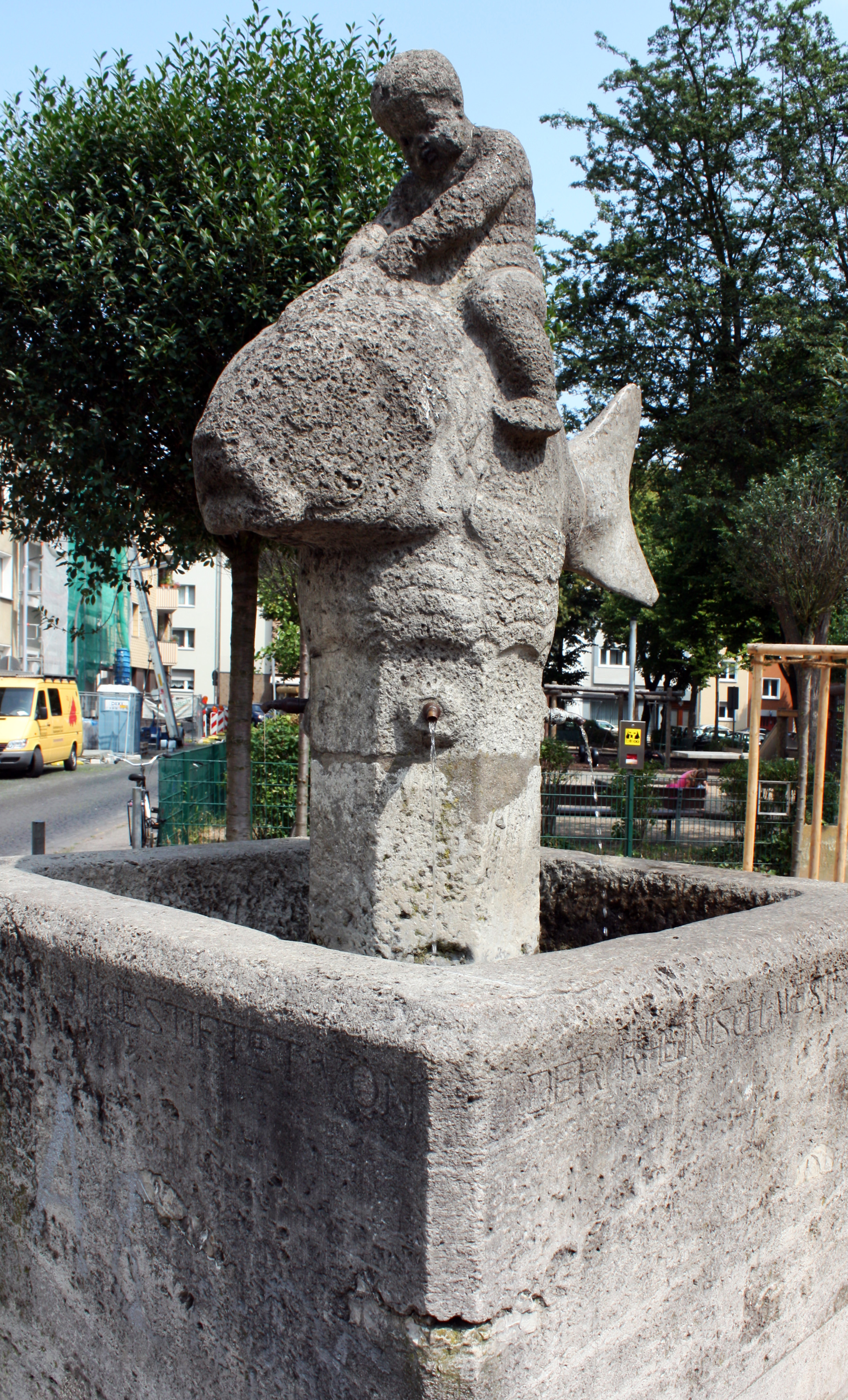
Fischreiterbrunnen, Köln-Zollstock
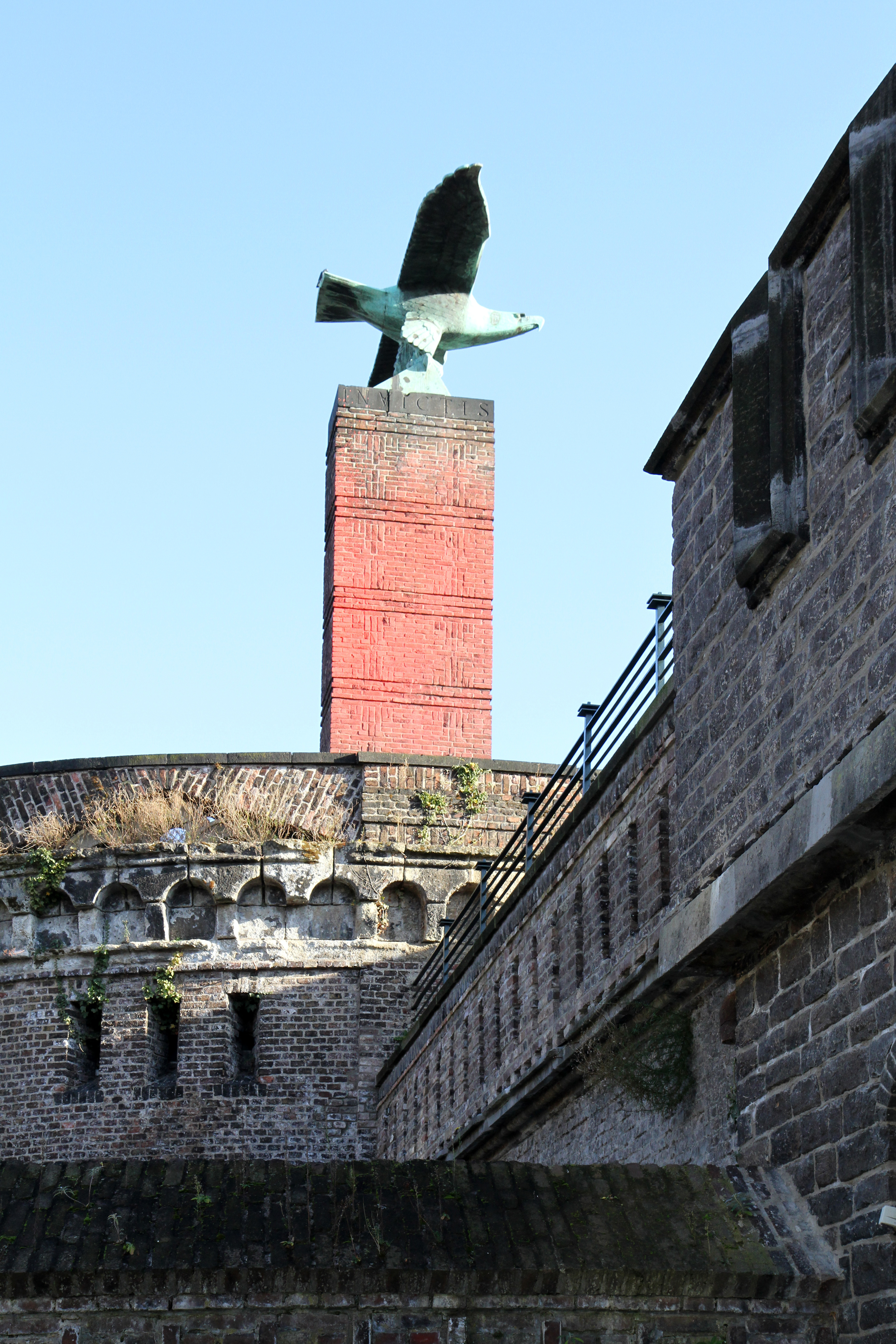
Friedenspark, Kriegerdenkmal (Adler)
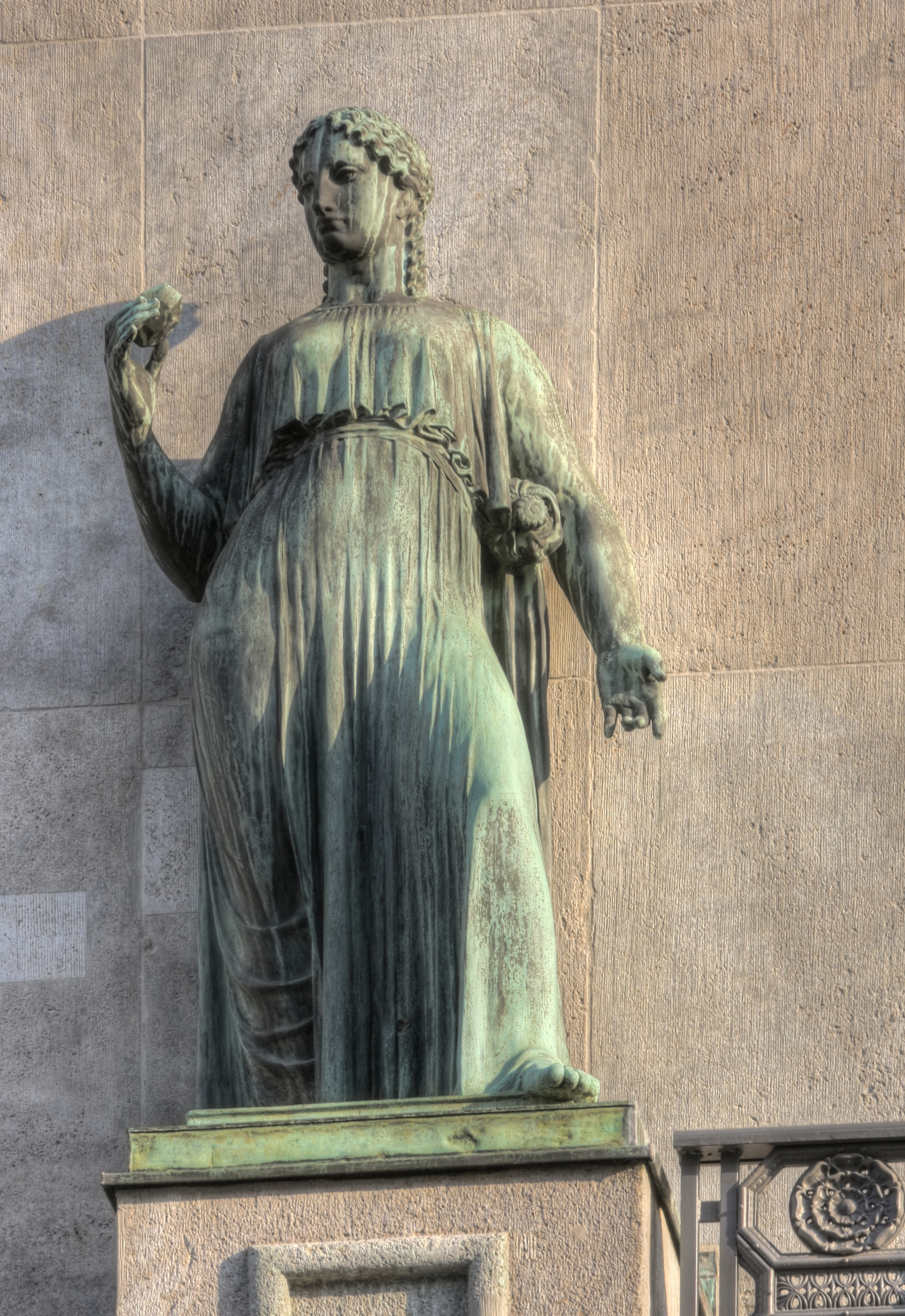
Athene (Unter Sachsenhausen, Köln)
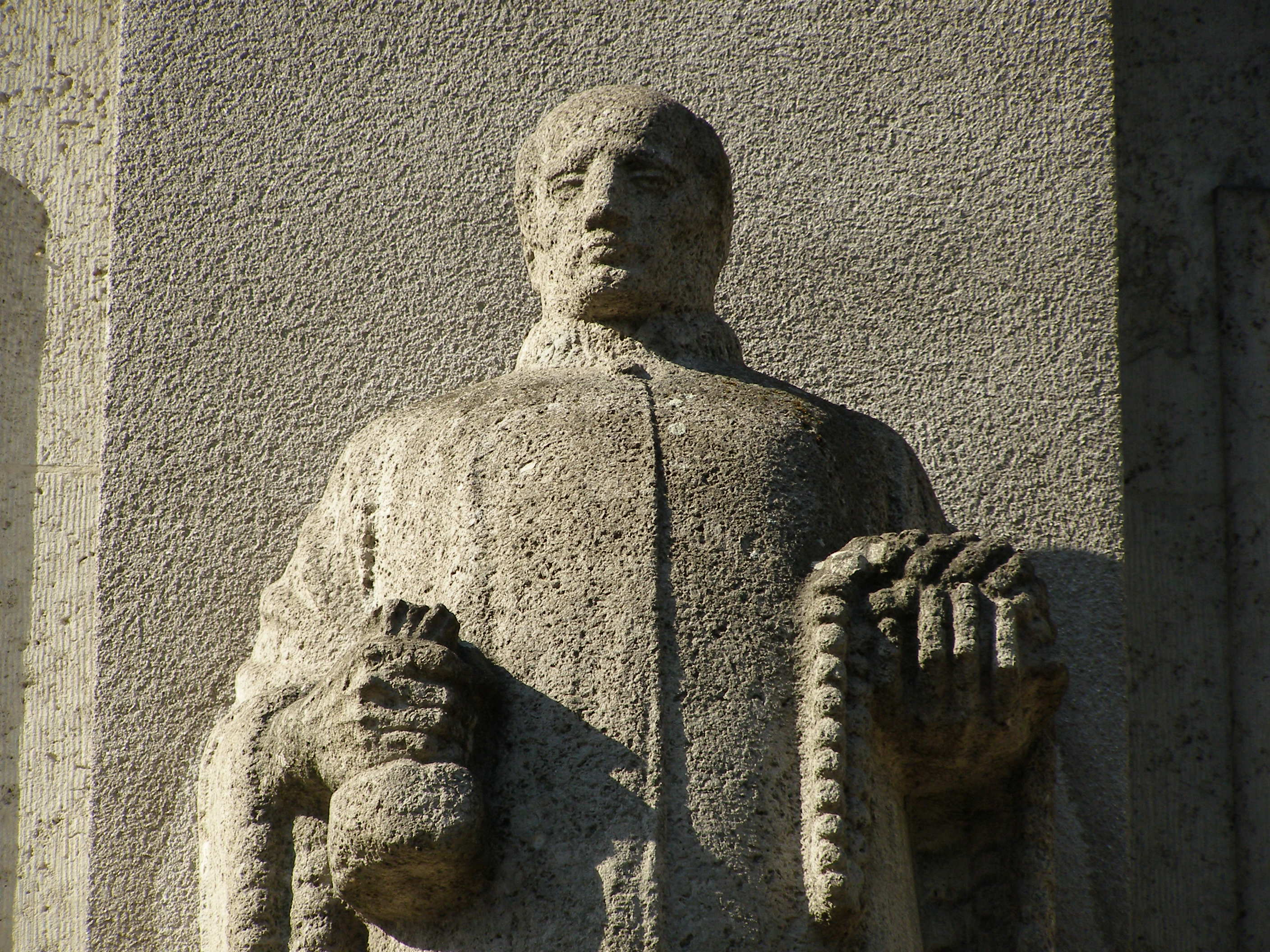
Figurenschmuck (Rathaus Schwerte)
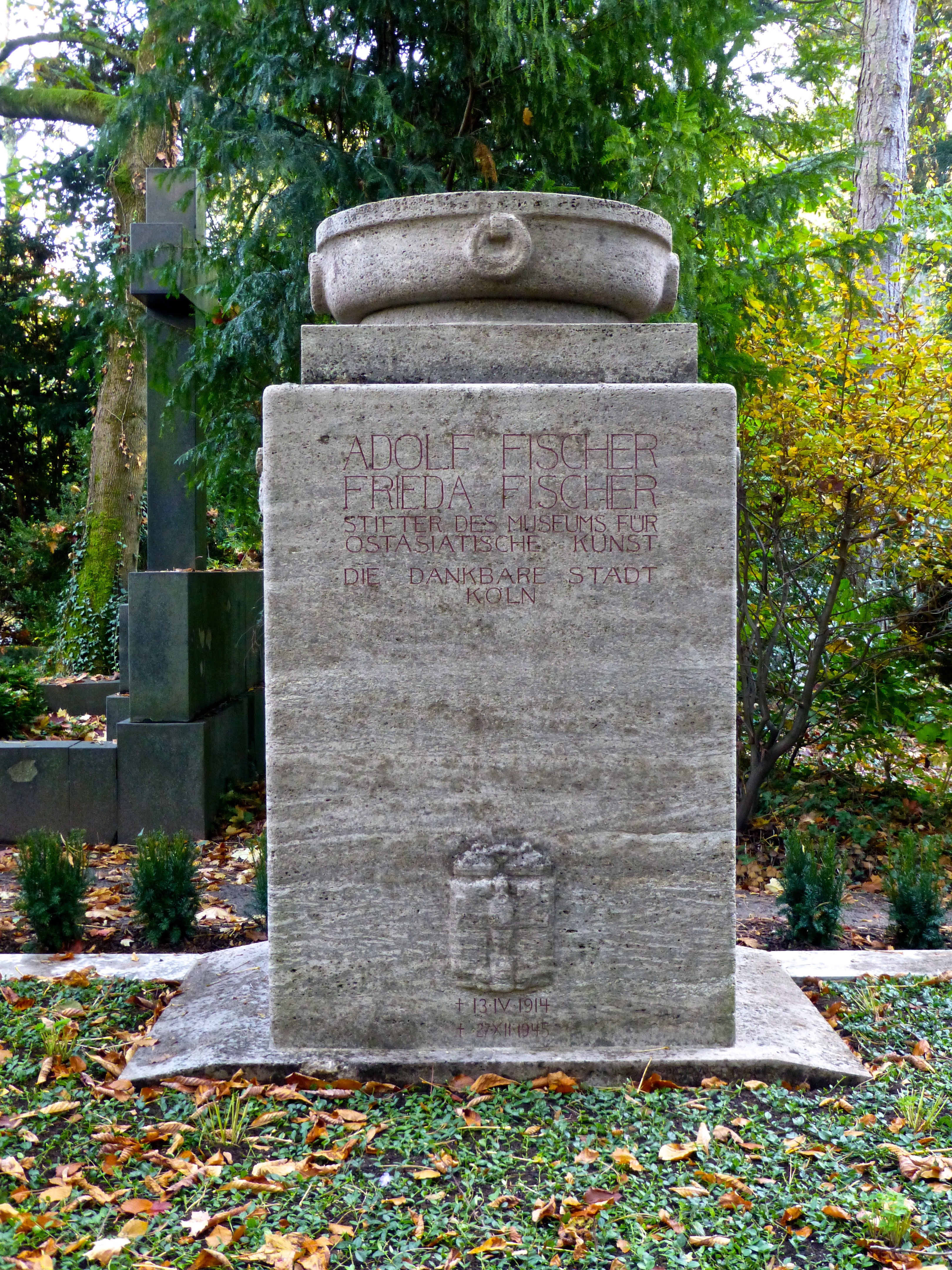
Grabmal Fischer (Friedhof Melaten)

## Ausstellungen (Auswahl)
- 1896, 1899, 1901, 1911 Münchener Glaspalast
- 1905, 1912, 1918 Große Kunstausstellung Berlin
- 1907 Internationale Kunstausstellung Mannheim
- 1914 Werkbundausstellung Köln

## Schüler
- Toni Stockheim
- Eduard Schmitz
- Gretel Schulte-Hostedde
- Willy Meller
- Carl von Mering